# Bill Wennington
William "Bill" Percey Wennington (Montreal, Quebec; 26 de diciembre de 1963) es un exjugador de baloncesto canadiense que jugó durante 13 temporadas en la NBA, ganando el anillo de campeón en 3 ocasiones con los Chicago Bulls. Con 2,13 metros de estatura jugaba en la posición de pívot.

## Trayectoria deportiva

### Universidad
Jugó durante 4 temporadas con los Red Storm de la Universidad de St. John's, jugando en una ocasión la Final Four de la NCAA. Promedió 8,3 puntos y 5,2 rebotes por partido a lo largo de su carrera colegial.

### Profesional
Fue elegido en la decimosexta posición del Draft de la NBA de 1985 por Dallas Mavericks, equipo en el que disputó sus cinco primeras temporadas como profesional, pero con una pobre aportación saliendo desde el banquillo. Tras un año en Sacramento Kings, ficharía por la Virtus Bologna de la liga italiana, para regresar dos años después firmando por los Chicago Bulls, donde se convertiría en el recambio ideal de los pívots titulares, ganando con ellos 3 campeonatos en un equipo liderado por Michael Jordan. En la temporada 1999-00 regresaría a Sacramento para jugar 7 partidos antes de retirarse definitivamente.
En sus 13 temporadas promedió 4,6 puntos y 3,0 rebotes por partido.

## Estadísticas de su carrera en la NBA
|  | Denota temporadas en las que fue Campeón de la NBA |

### Temporada regular
| Año     | Equipo     | PJ  | PT | MPP  | %TC  | %3P   | %TL   | RPP | APP | ROB | TPP | PPP |
| ------- | ---------- | --- | -- | ---- | ---- | ----- | ----- | --- | --- | --- | --- | --- |
| 1985-86 | Dallas     | 56  | 3  | 10.0 | .471 | .000  | .726  | 2.4 | .4  | .3  | .4  | 3.4 |
| 1986-87 | Dallas     | 58  | 0  | 9.7  | .424 | .000  | .750  | 2.2 | .4  | .2  | .2  | 2.7 |
| 1987-88 | Dallas     | 30  | 0  | 4.2  | .510 | .500  | .632  | 1.3 | .1  | .2  | .3  | 2.1 |
| 1988-89 | Dallas     | 65  | 9  | 16.5 | .433 | .111  | .744  | 4.4 | .7  | .2  | .5  | 4.6 |
| 1989-90 | Dallas     | 60  | 2  | 13.6 | .449 | .000  | .800  | 3.3 | .7  | .3  | .4  | 4.5 |
| 1990-91 | Sacramento | 77  | 23 | 18.9 | .436 | .200  | .787  | 4.4 | .9  | .6  | .8  | 5.7 |
| 1993-94 | Chicago    | 76  | 0  | 18.0 | .488 | .000  | .818  | 4.6 | .9  | .6  | .4  | 7.1 |
| 1994-95 | Chicago    | 73  | 1  | 13.1 | .492 | .000  | .810  | 2.6 | .5  | .3  | .2  | 5.0 |
| 1995-96 | Chicago    | 71  | 20 | 15.0 | .493 | 1.000 | .860  | 2.5 | .6  | .3  | .2  | 5.3 |
| 1996-97 | Chicago    | 61  | 19 | 12.8 | .498 | .000  | .830  | 2.1 | .7  | .2  | .2  | 4.6 |
| 1997-98 | Chicago    | 48  | 8  | 9.7  | .436 | –     | .810  | 1.7 | .4  | .1  | .1  | 3.5 |
| 1998-99 | Chicago    | 38  | 3  | 11.9 | .348 | 1.000 | .818  | 2.1 | .5  | .3  | .3  | 3.8 |
| 1999-00 | Sacramento | 7   | 0  | 8.1  | .316 | –     | 1.000 | 2.7 | .1  | .3  | .3  | 2.0 |
| Total   | Total      | 720 | 88 | 13.5 | .459 | .139  | .787  | 3.0 | .6  | .3  | .3  | 4.6 |

### Playoffs
| Año   | Equipo  | PJ | PT | MPP  | %TC  | %3P   | %TL   | RPP | APP | ROB | TPP | PPP |
| ----- | ------- | -- | -- | ---- | ---- | ----- | ----- | --- | --- | --- | --- | --- |
| 1986  | Dallas  | 6  | 0  | 3.0  | .333 | 1.000 | 1.000 | .8  | .0  | .0  | .0  | 1.2 |
| 1987  | Dallas  | 4  | 0  | 11.8 | .500 | –     | .600  | 2.5 | 1.0 | .0  | .8  | 3.8 |
| 1988  | Dallas  | 6  | 0  | 2.3  | .000 | –     | –     | .7  | .2  | .2  | .0  | .0  |
| 1990  | Dallas  | 3  | 0  | 8.3  | .200 | –     | –     | 1.0 | .3  | .0  | .3  | .7  |
| 1994  | Chicago | 7  | 0  | 6.7  | .500 | –     | .667  | 1.0 | .6  | .0  | .1  | 1.1 |
| 1995  | Chicago | 10 | 0  | 13.3 | .412 | –     | 1.000 | 2.8 | .3  | .3  | .3  | 4.8 |
| 1996  | Chicago | 18 | 0  | 9.4  | .520 | .000  | .500  | 1.7 | .5  | .2  | .1  | 3.0 |
| 1998  | Chicago | 16 | 0  | 7.4  | .526 | –     | .500  | .9  | .2  | .4  | .1  | 2.8 |
| Total | Total   | 70 | 0  | 8.2  | .459 | .500  | .679  | 1.4 | .4  | .2  | .2  | 2.5 |